# Ricardo Silva
Ricardo Manuel Rodrigues Vieira da Silva, noto semplicemente come Ricardo Silva (Mafamude, 9 maggio 1999), è un calciatore portoghese, portiere dell'Al-Khaldiya.

## Carriera
Cresciuto nel settore giovanile del Porto, il 13 giugno 2018 firma il primo contratto professionistico con i Dragões, di durata biennale, venendo inserito nella rosa della seconda squadra. In seguito si impone come titolare nel ruolo, rinnovando più volte il contratto con il club biancoazzurro. Il 29 giugno 2022 viene tesserato dal Santa Clara, con cui firma un triennale; nel successivo mese di gennaio si trasferisce al Moreirense.
Il 4 luglio 2023 firma un biennale con il Tondela; dopo una stagione da titolare, nel luglio del 2024 passa alla Dinamo Batumi. Il 16 gennaio 2025 firma un biennale con il Celje.

## Statistiche

### Presenze e reti nei club
Statistiche aggiornate al 18 aprile 2025.
| Stagione        | Squadra         | Campionato      | Campionato | Campionato | Coppe nazionali | Coppe nazionali | Coppe nazionali | Coppe continentali | Coppe continentali | Coppe continentali | Altre coppe | Altre coppe | Altre coppe | Totale | Totale |
| Stagione        | Squadra         | Comp            | Pres       | Reti       | Comp            | Pres            | Reti            | Comp               | Pres               | Reti               | Comp        | Pres        | Reti        | Pres   | Reti   |
| --------------- | --------------- | --------------- | ---------- | ---------- | --------------- | --------------- | --------------- | ------------------ | ------------------ | ------------------ | ----------- | ----------- | ----------- | ------ | ------ |
| 2018-2019       | Porto B         | SL              | 2          | -3         | -               | -               | -               | -                  | -                  | -                  | -           | -           | -           | 2      | -3     |
| 2019-2020       | Porto B         | SL              | 17         | -25        | -               | -               | -               | -                  | -                  | -                  | -           | -           | -           | 17     | -25    |
| 2020-2021       | Porto B         | SL              | 28         | -43        | -               | -               | -               | -                  | -                  | -                  | -           | -           | -           | 28     | -43    |
| 2021-2022       | Porto B         | SL              | 29         | -43        | -               | -               | -               | -                  | -                  | -                  | -           | -           | -           | 29     | -43    |
| Totale Porto B  | Totale Porto B  | Totale Porto B  | 76         | -114       |                 | -               | -               |                    | -                  | -                  |             | -           | -           | 76     | -114   |
| lug.-ago. 2022  | Santa Clara     | PL              | 0          | 0          | TP+CdL          | 0+0             | 0               | -                  | -                  | -                  | -           | -           | -           | 0      | 0      |
| gen.-giu. 2023  | Moreirense      | SL              | 2          | -2         | TP+CdL          | -               | -               | -                  | -                  | -                  | -           | -           | -           | 2      | -2     |
| 2023-2024       | Tondela         | SL              | 28         | -39        | TP+CdL          | 0+4             | 0 + -3          | -                  | -                  | -                  | -           | -           | -           | 32     | -42    |
| lug.-dic. 2024  | Dinamo Batumi   | EL              | 5          | -3         | CG              | 1               | -1              | UCL+UCoL           | 2+2                | -3 + -2            | -           | -           | -           | 10     | -9     |
| gen.-giu. 2025  | Celje           | 1.SNL           | 5          | -8         | CS              | 2               | -2              | UCL+UEL+UCoL       | 0+0+6              | 0 + 0 + -11        | -           | -           | -           | 13     | -21    |
| Totale carriera | Totale carriera | Totale carriera | 116        | -166       |                 | 7               | -6              |                    | 10                 | -16                |             | -           | -           | 133    | -188   |